# Villa Ruffo della Scaletta

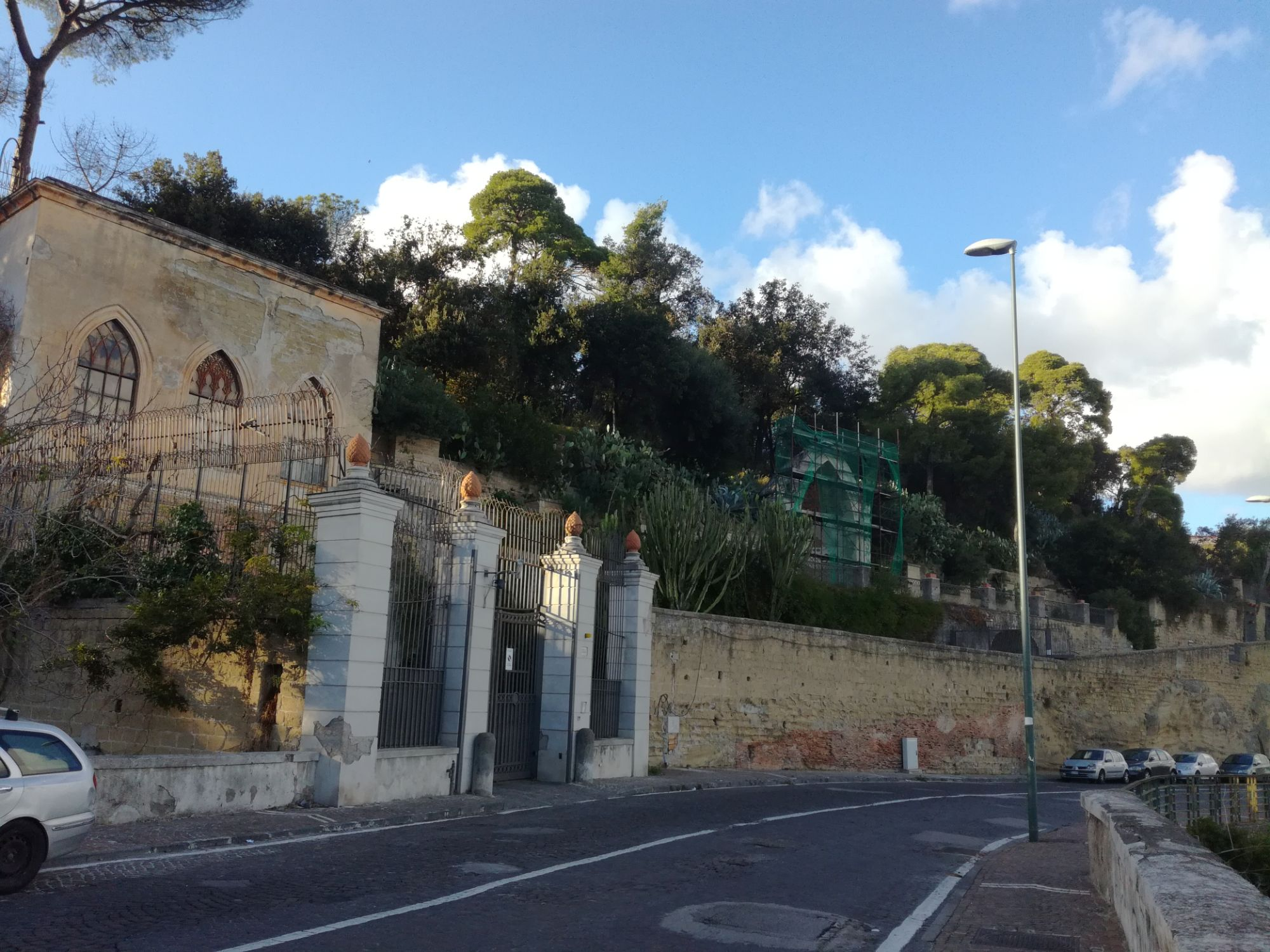
Villa Ruffo della Scaletta in Neapel: Zugang in der Via Posillipo 204.

Die Villa Ruffo della Scaletta ist ein Landhaus aus dem 19. Jahrhundert im Viertel Posillipo von Neapel in der italienischen Region Kampanien. Sie hat zwei Zugänge, einen in der Via Francesco Petrarca 40 und einen in der Via Posillipo 204, in der Nähe der Villa Craven.

## Beschreibung
Der Komplex ist sehr ausgedehnt und von einem Pinienwald umgeben. Das Hauptgebäude ist in klassizistischem Stil gehalten und wurde von Giuseppe Bechi geschaffen, während die anderen Elemente, die sich im Garten und entlang der gesamten Zufahrtsrampe finden, dem Stil der Neugotik entsprechen.
Im Park der Villa gibt es auch eine neugotische Kapelle und eine große Nische.
Die Villa ist nur auf Anfrage zugänglich.